# Definitorium
Definitorium (von lateinisch definire „bestimmen, begrenzen“) ist bei einigen Ordensgemeinschaften ein Beratungs- und Entscheidungsgremium, das den General oder Provinzial in allen wichtigen Ordensangelegenheiten unterstützt und mit ihm oder statt seiner die Visitation der Klöster zu besorgen hat. Die Mitglieder des Definitoriums werden von den Ordenskapiteln gewählt und Definitor genannt. Auf der Ebene des Gesamtordens heißen sie Generaldefinitor (Definitor generalis).
In einigen Bistümern der katholischen Kirche wird auch der Stellvertreter des Dechanten Definitor genannt.

## Geschichte
In einigen protestantischen Landeskirchen entsprach das Definitorium dem heutigen Konsistorium, ein den Superintendenten beratendes Gremium.